# Blaise Nkufo
Blaise Isetsima Nkufo (Kinshasa, 25 de Maio de 1975) é um ex-jogador de futebol oriundo da República Democrática do Congo (à época, Zaire) que jogou pela Suíça.
Embora chegue a ser referido como primeiro negro a ter defendido a seleção suíça, na realidade Nkufo foi antecedido ainda na década de 1950 por Raymond Bardel.